# Liste der Langlaufgebiete in der Slowakei
Die folgende Liste enthält die Langlaufgebiete in der Slowakei.
| Langlaufgebiet    | Gebirge                 | Höhe (m ü. M.) | Kilometer |
| ----------------- | ----------------------- | -------------- | --------- |
| Štrbské Pleso     | Hohe Tatra              | 1360           | 30        |
| Skalka Kremnica   | Kremnitzer Berge        | 1197           | 30        |
| Kuzmínovo         | Oravská vrchovina       | 535            | 5         |
| Látky – Hriňová   | Slowakisches Erzgebirge | 1000           | 15        |
| Regetovka         | Busov                   | 520            | 5         |
| Košice – Kavečany | Volovské vrchy          | 598            | 5         |
| Vápenička – Štrba | Kozie chrbty            | 810            | 4         |
| Medzihory – Svit  | Kozie chrbty            | 738            | 5         |
| Štôla             | Hohe Tatra              | 860            | 5         |
| Pod brehom        | Liptovská kotlina       | 754            | 5         |
| Šachtičky         | Starohorské vrchy       | 958            | 10        |
| Ťaskovka – Klin   | Podbeskydská vrchovina  | 726            | 5         |
| Králiky           | Kremnitzer Berge        | 745            | 10        |
| Kojšovská hoľa    | Volovské vrchy          | 1135           | 5         |